# 9×23 Steyr
9×23 Steyr ali 9 mm Steyr je pištolski naboj, ki je bil razvit v Avstro-Ogrski za pištolo Steyr M.12. Še pred Avstro-Ogrsko sta leta 1912 ta naboj v svojo oborožitev uvedli Kraljevina Romunija in Čile.
Ta naboj se v civilne namene še vedno proizvaja v italijanski tovarni streliva Fiocchi.
9 mm Steyr je nekoliko podoben naboju 9x23 Largo (znanemu tudi kot 9 mm Bergmann–Bayard), ki se je uporabljal v Španiji, vendar se en od teh nabojev ne sme uporabljati kot nadomestek drugega.